# Mieżańce (Litwa)
Mieżańce (lit. Miežionys) −  wieś na Litwie, w okręgu wileńskim, w rejonie wileńskim, w gminie Dukszty, licząca 110 mieszkańców.

## Historia
W dwudziestoleciu międzywojennym leżały w Polsce, w województwie wileńskim, w powiecie wileńsko-trockim, w gminie Mejszagoła.
Po II wojnie światowej w granicach Związku Sowieckiego. Od 1991 na niepodległej Litwie.